# Репруа
Ре́пруа (груз. რეპრუა) — найкоротша річка у світі. Розташована в Гагрському районі Абхазії, Грузії.

## Опис
Являє собою потужний вихід підземної карстової річки, яка через 18 метрів впадає в Чорне море. Репруа забезпечує водозабір всієї Гагри. Вода, що живить річку, збирається в печерах, розташованих у високогір'ї на плато Арабіка на висоті 2500 м, 12-15 км від узбережжя Чорного моря. Річка також живиться від найглибшої печери світу — печери Крубера. Є однією з найхолодніших річок Чорноморського узбережжя Кавказу.

## Легенда про походження

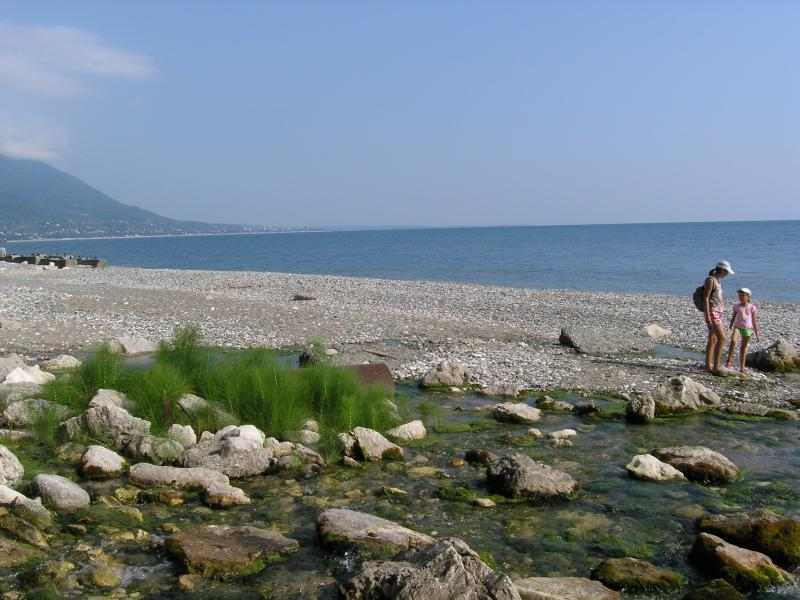
Гирло річки

Відповідно до древньої абхазької легенди, Репруа — сльози дочок підземного духу. На узбережжі Чорного моря жив підземний дух з сином і трьома дочками-близнюками. Підземний дух кував для сина і воїнів, які захищали єдиний шлях в Абхазію — Гагрський прохід, зброю, котра робила свого власника непереможним, а сестри готували їжу і шили одяг. Після смерті духу оновлювати зброю стало нікому, і син разом з соратниками загинув у нерівному бою з незліченними полчищами ворогів, що прийшли з далеких країн. Пішовши далі на південь, вороги завалили отвори трьох печер, через які сестри виходили до улюбленого брата на поверхню землі. Зрозумівши, що брат убитий, сестри заплакали від великого горя, і від їх сліз утворилися струмки, які, пробившись через завалені входи, утворили річки Репруа, Анихамца та Багерепста.